# Клерамбо, Жюль де
Жюль де Клерамбо (фр. Jules de Clérambault, ок. 1660 — 17 августа 1714) — французский аббат.

## Биография
Сын Филиппа де Клерамбо, графа де Паллюо, маршала Франции, и Луизы-Франсуазы Бутийе, брат генерала Филиппа де Клерамбо, внук государственного секретаря Леона Бутийе и племянник епископа Пуатье Жильбера де Клерамбо.
Аббат-коммендатарий монастырей Сен-Торен-д'Эврё, Жар, Сен-Совен-сюр-Гартамп и Шартрёв.
Не имевший никаких литературных заслуг, он был 16 мая 1695 избран в состав Французской академии на место Лафонтена и 23 июня того же года принят президентом Розом в число «бессмертных». Так как Клерамбо был горбуном, ходила шутка, что Эзоп сменил Лафонтена.
Занимался историей и теологией. В свою очередь, принял в Академию Андре Дасье и кардинала Полиньяка.